# Тайра-но Мунэмори
Тайра-но Мунэмори (яп. 平宗盛; 1147? — 19 июня 1185) — японский политический деятель и полководец конца эпохи Хэйан. Сын и наследник Тайры-но Киёмори, младший брат Тайры-но Сигэмори. Мунэмори получил чин младшего[кого?] степени третьего класса и был назначен государственным советником, стал одним из главных командиров клана Тайра в войне Гэмпэй. На смертном одре его отец Тайра-но Киёмори последней волей завещал Мунэмори управление всеми делами клана, поскольку его любимый старший сын — Сигэмори — умер раньше (1179), а Мунэмори был следующим по старшинству. Правление Мунэмори ознаменовало конец диктатуры Тайра.

## Тайра-но Мунэмори в войне Гэмпэй
В первые годы своего диктаторства Тайра-но Мунэмори находился в полной изоляции. Он объявил амнистию, вернул храмы нарским монахам, пытаясь получить хоть какую-то поддержку, но было уже поздно, с севера на Киото (столица правление Тайра) надвигались под своими белыми клановыми знамёнами самураи Минамото — главные враги Тайра.
Мунэмори унаследовал в войне Гэмпэй (противостояние между кланами Тайра и Минамото) многое. Ужасная погода, царившая на протяжении 1180—1181 годов, заставила обе стороны прекратить боевые действия. Лишь в конце 1181 года Тайра одержали победу над Юкииэ, дядя Ёритомо победил на реке Суноматагава (около современной Нагои). Когда же основные военные действия возобновились в июле 1182 года, события стали развиваться с бешеной скоростью. Минамото-но Ёсинака вторгся в провинции Кодзукэ, но вынужден был повернуть на север и совершил большой обход через провинции Этиго, Эттю, Кага, Этидзэн и Вакаса, побеждая союзников Тайра одного за другим. Продвижение Ёсинаки было настолько быстрым и энергичным, что до конца лета 1182 границы его территории уже проходили всего в сорока милях от Киото. Он мог бы атаковать город с севера, но не стал этого делать, ведь ему гораздо выгоднее было подождать, пока голод и эпидемия не сделают за него всю работу.
На то время в Японии действовали три основные силы: Тайра в Киото, Минамото-но Ёритомо в Камакура, и Кисо Ёсинака (двоюродный брат Ёритомо, который, выросши в провинции Кисо, взял себе это прозвище вместо кланового (Минамомто)). До конца апреля Тайра Мунэмори оправился настолько, что решился всеми силами напасть на Ёсинаку, который представлял для него большую опасность, чем его брат Ёритомо, который находился с противоположной стороны. Это решение было роковой ошибкой, его бы ни в коем случае не приняли, если бы жив был Киёмори. Мунэмори не пошли на пользу уроки, полученные при Фудзикаве, когда войско его отца было полностью разгромлено. Теперь он собирал свою огромную армию, чтобы пойти в противоположном от необходимого направления. После отступления с берегов Фудзикавы энтузиазм сторонников Тайра значительно уменьшился. Тем не менее по приказу Мунэмори была сделана попытка собрать, нанять или согнать силой армию численностью в 100 000 человек для похода против Ёсинаки. Методы, которые использовались для создания этого невероятного войска, которое превосходило по количеству воинов даже большие армии XVI века, напоминали принудительный рекрутский набор. Призванные были даже те, кто ранее был освобождён от воинской службы. Командовать этой странной «армией» был назначен Тайра-но Корэмори (племянник Мунэмори — сын Сигэмори) — самурай, который бежал под Фудзикавой. Под его началом были Тайра-но Митимори, Тайра-но Таданори (дядя Мунэмори — брат Киёмори), Тайра-но Цунэмаса, Тайра-но Киёфуса и Тайра-но Томомори (брат Мунэмори). Они выступили 10 мая. Обеспечение армии было так плохо организовано, что, когда они отошли всего на девять миль от Киото, у них закончились припасы. В дальнейшем армии пришлось кормиться с земли, уже опустошенной голодом и эпидемией. Фуражиры действовали как грабители; Тайра уничтожали всё, что нашлось на узкой полосе земли между озером Бива и горами. По иронии судьбы, провинция Оми, где осуществлялись грабежи, была исконной территорией Тайра, она выставила многих солдат для их армии. Опустошение полей, которые едва оправились от стихийных бедствий 1181 года, заставило жителей бежать. Большое количество солдат, бесспорно, поступили так же.
Битва между Тайра и Ёсинакой состоялась 2 июня 1183 года на перевале Курикара и завершилась победой Ёсинаки. В том же месяце войско под командованием самого Мунэмори было разгромлено Ёсинакой при Синохаре. В том же году армия последнего победно зашла в столицу (Киото).
На данный момент Тайра уже потерпели несколько ужасных поражений и потеряли до 90 % своего войска. Все дальнейшие сражения в войне Гэмпэй принесли клану Тайра почти сплошь одни поражения.
Последняя в этой войне битва произошла 25 апреля 1185 года в Симоносекском проливе близ мыса Данноура. В ней армия под командованием Тайра-но Мунэмори была полностью уничтожена. Здесь состоялось очень масштабное массовое самоубийство представителей рода Тайра. Утоплением завершили свои жизни все представители клана, кроме Тайра-но Мунэмори, его сына и сестры Тайра-но Токуко — матери молодого императора (тэнно Антоку). Вскоре бывшего диктатора и его сына казнили победители из рода Минамото.
Битва считается одной из самых масштабных в истории Японии. На основе тех событий было сложено много художественных и литературных произведений, в частности «Повесть о доме Тайра», в которой упоминается и Тайра-но Мунэмори.